# 말초워 SV
말초워 SV(독일어: Malchower Sportverein 90 e.V.)는 현재 6부 리그인 페르반츨리가 메클렌부르크포어포메른에 소속되어 있는 메클렌부르크포어포메른주 말초워에 연고를 둔 독일 축구 클럽이다. 이 클럽이 공식적으로 창단된 것은 1990년 7월 26일이지만 그 전통은 도시의 초기 역사까지 거슬러 올라가게 된다.